# 内维亚娜·弗拉迪诺娃
内维亚娜·斯塔尼米罗娃·弗拉迪诺娃（1994年2月23日—），保加利亚艺术体操运动员，2017年欧洲艺术体操锦标赛带操和团体铜牌得主、2017年世界艺术体操锦标赛球操铜牌得主、2018年世界锦标赛团体银牌得主、2019年欧洲艺术体操锦标赛团体铜牌得主。